# Daniele Righi
Daniele Righi (Colle di Val d'Elsa, Siena, 28 de marzo de 1976) es un ciclista italiano. Pasó a profesional en 2000 con el conjunto Alexia Aluminio y tras dos temporadas fichó por el equipo italiano Lampre-Farnese Vini donde efectuó prácticamente su carrera deportiva.
El 10 de diciembre de 2012 anunció su retirada del ciclismo tras doce temporadas como profesional y con 36 años de edad, aunque continuaría como parte del personal del conjunto Lampre.

## Palmarés
No consiguió victorias como profesional.

## Resultados en Grandes Vueltas
| Carrera | Carrera         | 2000 | 2001 | 2002 | 2003  | 2004  | 2005  | 2006  | 2007 | 2008  | 2009  | 2010  | 2011  | 2012  |
| ------- | --------------- | ---- | ---- | ---- | ----- | ----- | ----- | ----- | ---- | ----- | ----- | ----- | ----- | ----- |
|         | Giro de Italia  | —    | —    | 85.º | —     | 95.º  | —     | —     | —    | —     | —     | 49.º  | 125.º | 101.º |
|         | Tour de Francia | —    | —    | —    | —     | —     | 110.º | 107.º | 96.º | 124.º | 110.º | —     | —     | —     |
|         | Vuelta a España | —    | —    | —    | 125.º | 107.º | —     | —     | —    | —     | —     | 112.º | 141.º | —     |

—: no participa
Ab.: abandono